# Fifì dimmi di sì

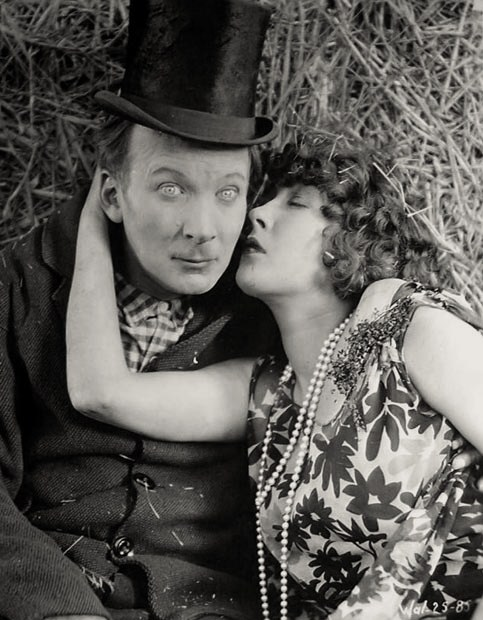
El Brendel e Yola d'Avril in un fotogramma pubblicitario del film

Fifì dimmi di sì (Hot for Paris) è un film del 1929 diretto da Raoul Walsh.

## Trama
John Patrick Duke, un rozzo marinaio appassionato di donne e liquori, ignora di essere il vincitore del Gran Premio di Longchamp e, avendo precedentemente provocato una rivolta in un hotel francese, interpreta male gli sforzi dei funzionari per informarlo della sua vincita. Dopo varie fughe avventurose, lui e il suo amico Axel Olson sono costretti ad accettare i soldi vinti. Di conseguenza, ora sono in grado di ospitare e intrattenere in maniera regale gli amici francesi, con particolare attenzioni per la seducente Fifi Dupré.

## Produzione
Il film fu prodotto dalla Fox Film Corporation.

## Distribuzione
Il copyright del film, richiesto dalla Fox, fu registrato il 18 novembre 1929 con il numero LP883.

Distribuito dalla Fox Film Corporation, il film uscì nelle sale statunitensi il 22 dicembre 1929.